# Ханака и светилище на шейх Сефи ал-Дин
Комплексът от ханака и светилище на шейх Сефи ал-Дин (на персийски: مجموعه آرامگاه و خانقاه شیخ صفی الدین) в град Ардабил, Иран е обект от списъка на световното културно и природно средство на ЮНЕСКО, регистриран през 2010 г.
Комплексът е построен между началото на ХVІ и края на ХVІІІ век. Сградите в комплекса обграждат малък вътрешен двор.
Включва ханака с гробници: мавзолей на шейх Сефи-ал-Дин Ардабили, гробница на шах Исмаил I, както и на други видни личности от епохата на Сефевидите. Джамията се счита за шедьовър на изкуството и архитектурата и е рядък пример за средновековна ислямска архитектура.
Шейх Сефи, виден лидер на ислямския суфистки-дервишки орден, създаден от Сефевидите, е роден в Ардабил, където се намира и комплексът. Строителството на мавзолея е започнато от сина му шейх Садр ал-Дин Муса, след смъртта на баща му през 1334 г.